# Hermann Loerbroks

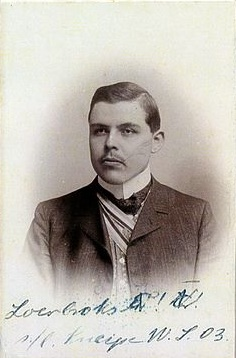
Hermann Loerbroks

Hermann Loerbroks (* 7. Dezember 1883 in Essen; † 14. Juni 1954 in Berlin) war ein deutscher Richter und Staatsanwalt.

## Leben
Als Sohn des Landgerichtsdirektors Georg Loerbroks (1851–1933) studierte Loerbroks nach dem Abitur in Bochum Rechtswissenschaft an der Julius-Maximilians-Universität Würzburg und der Philipps-Universität Marburg. Er wurde Mitglied des Corps Nassovia Würzburg und des Corps Hasso-Nassovia. Nach dem Ersten Examen im Juni 1905 war er Referendar in Wattenscheid, Bochum, Duisburg und Münster. Nach dem Zweiten Examen im Januar 1910 war er Assessor in Essen und Bochum. Im März 1915, im Ersten Weltkrieg, als Staatsanwalt nach Posen berufen, stand er von 1914 bis 1918 im Felde, zuletzt als Hauptmann.
In der Weimarer Republik kam er 1919 zum Landespolizeiamt Berlin, 1921 zum Preußischen Innenministerium. 1922 wurde er zur Staatsanwaltschaft I Berlin versetzt. Seit 1923 Hilfsarbeiter bei der Oberstaatsanwaltschaft am Kammergericht, wurde er im September 1925 Erster Staatsanwalt am Kammergericht und Hilfsreferent im Preußischen Justizministerium. Im Oktober 1926 kam er als Landgerichtsdirektor an das Landgericht Wiesbaden. Am 1. Dezember 1928 wurde er Oberstaatsanwalt in Hannover. In der Zeit des Nationalsozialismus war er vom 1. November 1933 bis zum Tag der bedingungslosen Kapitulation der Wehrmacht am Landgericht Berlin und am Landgericht Hannover.

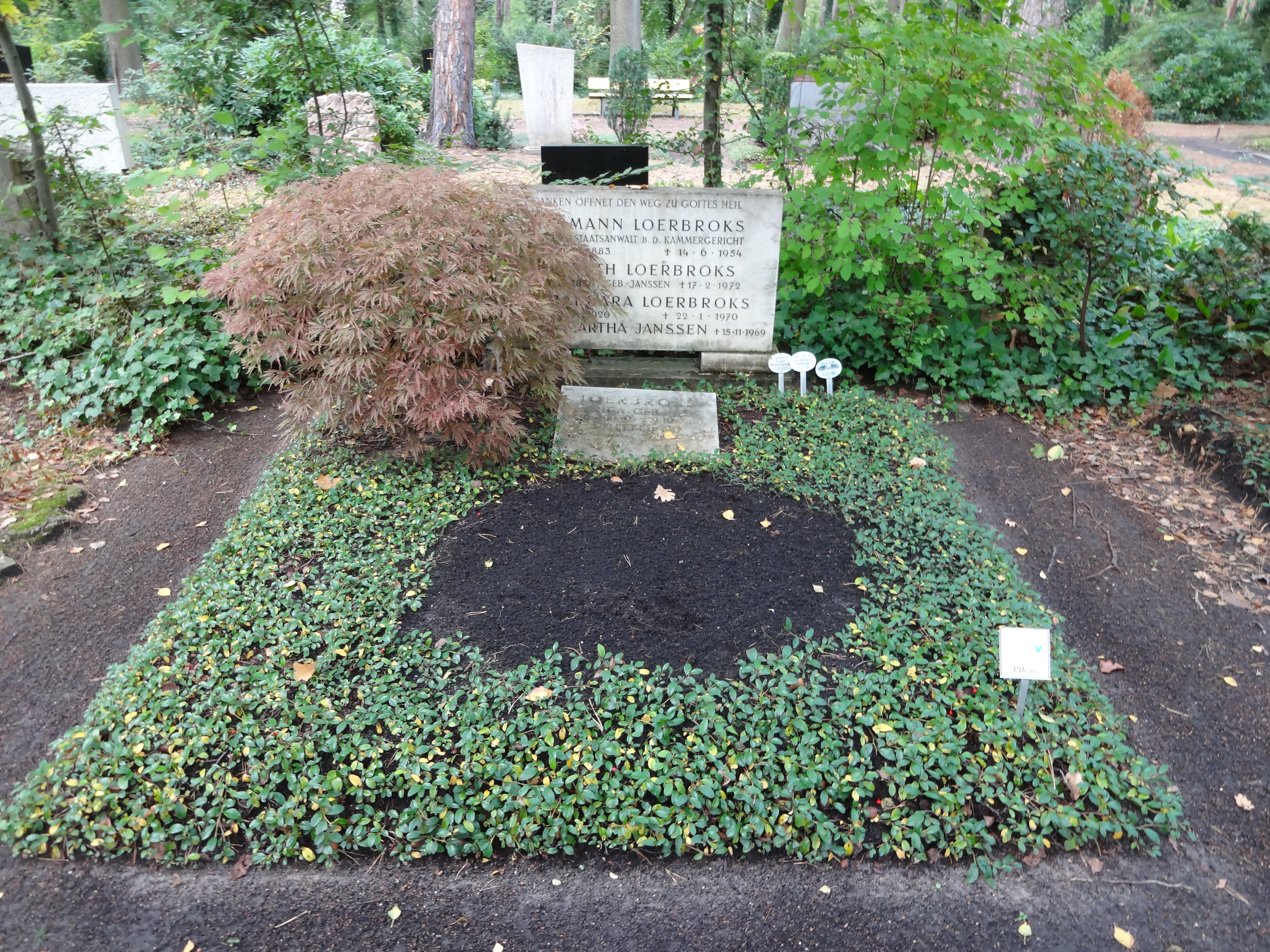
Grabstätte

In der Nachkriegszeit zunächst Vertreter, wurde er am 15. Oktober 1945 Generalstaatsanwalt und Chef der Staatsanwaltschaft beim Landgericht Berlin.
1951 wurde er seines Amtes enthoben, weil er sich weigerte, den Anweisungen der Generalstaatsanwaltschaft von Ost-Berlin zu folgen. Vom 3. Januar 1952 bis zum 31. Dezember 1953 war er Generalstaatsanwalt beim Kammergericht. In den Ruhestand trat er am 1. Januar 1954. Er starb am 14. Juni 1954 um 15:00 Uhr er in seiner Wohnung in der Flemmingstraße 14a in Berlin-Steglitz. Seine Todesurkunde gibt als Todesursache einen Herzschlag an. Er war seit dem 22. April 1912 mit der Adele Elisabeth geb. Janssen verheiratet. Loerbroks ist auf dem Waldfriedhof Zehlendorf bestattet.

## Ehrungen
- Eisernes Kreuz (1914) II. und I. Klasse
- Großes Bundesverdienstkreuz (1954)

## Familie
Hermanns Vater Georg Loerbroks (1851–1933) ist der Sohn von Eduard Loerbroks (1814–1872).
Die Familie Loerbroks sind Nachfahren von Johann Loerbrockhausen, dessen Sohn Kasper Loerbrockhausen Lehnsträger auf dem Schulzengut Loerbrokhausen / Loerbrocks war.